# 溝紋纖毛寄居蟹
溝紋纖毛寄居蟹（学名：Ciliopagurus strigatus），又名溝紋銼指寄居蟹，为活額寄居蟹科纖毛寄居蟹屬下的一个种。